# Pierre Nègre
Pour l’article homonyme, voir Pierre Nègre (acteur).
Pas d'image ? Cliquez ici

a Compétitions nationales et continentales officielles uniquement.

Pierre Negre, né le 13 mai 1983, est un joueur de rugby à XIII français qui évolue au poste de pilier ou en deuxième ligne.

## Biographie
Originaire de Vinça et grand frère de Joseph Negre qui évolue aux Dragons Catalans. Leur grand père est Marcel Massé, joueur du XIII Catalan dans les années 50.
Pierre Negre est formé en partie au rugby à XV à Millas et Montpellier. Il va ensuite passer au rugby à XIII en signant pour l'Union Treiziste Catalane, club avec lequel il remportera un doublé coupe et championnat en juniors.  Après 3 saisons sous les couleurs de St Estève XIII Catalan, il signe ensuite à Palau club évoluant en championnat de France Elite 2. Il est recruté en 2009 par le FC Lézignan et son coach Aurélien Cologni. Il signe deux doublés coupe-championnat sous le maillot lézignanais en 2010 et 2011. Joueur de devoir et régulier, il est maintenant un des cadres de l'équipe de Lézignan. le joueur compte également une sélection en équipe de France B face à l'équipe d'Angleterre BARLA

## Palmarès

### En club
- Champion de France : 2010 et 2011 (FC Lézignan).
- Vainqueur de la Coupe de France : 2010, 2011 (FC Lézignan)  et 2016 (Saint-Estève XIII catalan).